# Le verdict, c'est votre opinion
Pour les articles homonymes, voir Verdict (homonymie).
Le verdict, c’est votre opinion est une émission de télévision québécoise diffusée depuis le 5 avril 2010 sur Radio-Canada. Elle est animée par Véronique Cloutier et coconçue par son conjoint Louis Morissette.
En juillet 2010, la productrice française Alexia Laroche-Joubert fait l'acquisition du concept québécois afin de l'adapter en France.

## Invités

### Saison 1
| Date          | Invités                               | Fonctions                                                                                 |
| ------------- | ------------------------------------- | ----------------------------------------------------------------------------------------- |
| 5 avril 2010  | Guy A. Lepage                         | Animateur de Tout le monde en parle, humoriste, acteur et chanteur                        |
| 5 avril 2010  | Régis Labeaume                        | Maire de Québec                                                                           |
| 5 avril 2010  | Pauline Marois                        | Chef du Parti québécois, représentant le nationalisme québécois                           |
| 12 avril 2010 | Louis-José Houde                      | Humoriste                                                                                 |
| 12 avril 2010 | Normand Brathwaite                    | Animateur, comédien et musicien                                                           |
| 12 avril 2010 | Marc Cassivi et Anne-Marie Withenshaw | Chroniqueurs télé, représentant la télévision québécoise                                  |
| 19 avril 2010 | Jean-Michel Anctil                    | Humoriste                                                                                 |
| 19 avril 2010 | Michèle Richard                       | Chanteuse                                                                                 |
| 19 avril 2010 | Michel Villeneuve                     | Animateur d'émissions sportives, représentant les Canadiens de Montréal                   |
| 26 avril 2010 | Jean-François Mercier                 | Humoriste                                                                                 |
| 26 avril 2010 | Mario Pelchat                         | Chanteur                                                                                  |
| 26 avril 2010 | François Cardinal                     | Journaliste à La Presse, représentant l'environnement                                     |
| 3 mai 2010    | Garou                                 | Chanteur québécois international                                                          |
| 3 mai 2010    | Marie-Mai                             | Chanteuse                                                                                 |
| 3 mai 2010    | Vincent Marissal                      | Journaliste à La Presse, représentant le Québec                                           |
| 10 mai 2010   | Jean-René Dufort                      | Animateur d’Infoman                                                                       |
| 10 mai 2010   | Mitsou Gélinas                        | Animatrice à NRJ et ex-chanteuse                                                          |
| 10 mai 2010   | Patrice Roy                           | Chef d'antenne du Téléjournal à la Télévision de Radio-Canada, représentant l'information |
| 17 mai 2010   | Ginette Reno                          | Chanteuse                                                                                 |
| 17 mai 2010   | Michel Bergeron                       | Analyste sportif                                                                          |
| 17 mai 2010   | Louise Richer                         | Directrice de l'École nationale de l'humour, représentant l'humour                        |
| 24 mai 2010   | Janette Bertrand                      | Comédienne et auteure                                                                     |
| 24 mai 2010   | Alex Perron                           | Humoriste                                                                                 |
| 24 mai 2010   | Julie Pelletier                       | Sexologue, représentant la sexualité                                                      |
| 31 mai 2010   | Marina Orsini                         | Comédienne                                                                                |
| 31 mai 2010   | Guillaume Lemay-Thivierge             | Comédien                                                                                  |
| 31 mai 2010   | Marie-Paul Ross et Alain Crevier      | Religieuse et sexologue; animateur et journaliste; représentant la religion catholique    |
| 7 juin 2010   | Éric Salvail                          | Animateur                                                                                 |
| 7 juin 2010   | Fabienne Larouche                     | Auteure et productrice                                                                    |

### Saison 2
| Date          | Invités             | Fonctions                                                                                     |
| ------------- | ------------------- | --------------------------------------------------------------------------------------------- |
| 4 avril 2011  | Michel Barrette     | Acteur, coanimateur et humoriste                                                              |
| 4 avril 2011  | Roch Voisine        | Chanteur, animateur et acteur                                                                 |
| 4 avril 2011  | Mahée Paiement      | Actrice et animatrice radio                                                                   |
| 11 avril 2011 | Louis Morissette    | Acteur, humoriste et auteur                                                                   |
| 11 avril 2011 | France Beaudoin     | Ex-journaliste et animatrice                                                                  |
| 11 avril 2011 | Michelle Courschene | Présidente du conseil du Trésor                                                               |
| 11 avril 2011 | Josélito Michaud    | Écrivain, animateur radio, animateur télé, gérant d'artiste et directeur de magazine Le Lundi |
| 18 avril 2011 | Patrice L'Écuyer    | Acteur et animateur                                                                           |
| 18 avril 2011 | Guy Jodoin          | Acteur et animateur                                                                           |
| 18 avril 2011 | Caroline Harel      | Avocate à Option Consommateur                                                                 |